# Bundesautobahn 443
Die Bundesautobahn 443 (Abkürzung: BAB 443) – Kurzform: Autobahn 443 (Abkürzung: A 443) – führte von Unna nach Unna-Süd und wurde zusammen mit der Eröffnung der A 44 Ende 1972 in diesem Bereich dem Verkehr zur Verfügung gestellt.
Ursprünglich war geplant, dass die A 443 im Norden vom Hammer Stadtteil Lerche mit Anschluss an die A 2 über einen Anschluss an die nie gebaute Verlängerung der A 42 bei Bönen bis nach Unna und weiter im Süden von Unna-Süd bis nach Iserlohn mit Anschluss an die A 46 im Bereich der jetzigen Anschlussstelle Iserlohn-Seilersee verläuft. Die A 443 sollte somit einmal eine wichtige Querspange zwischen den o. g. West-Ost-Linien bilden. Abschnittsweise wurde diese Strecke als B 233 und als Landesstraße 679 umgesetzt. Aufgrund von Widerständen gegen die Zerschneidung eines Landschaftsschutzgebietes und veränderten überregionalen Verkehrsplanungen blieb es jedoch bei einem kurzen Abschnitt zwischen der B 233 im Süden und der B 1 am nördlichen Ende der A 443.
Am 1. Januar 2006 wurde die A 443 schließlich zur B 233 bzw. L 679 herabgestuft. Dennoch war die Strecke danach noch über drei Jahre lang überwiegend mit den alten blauen Autobahnschildern versehen und als A 443 ausgeschildert. Im Rahmen von Umbauarbeiten wurden die alten Schilder Stück für Stück auf gelbe Wegweiser umgestellt. Seit Ende 2009 ist die alte Autobahn nun auch offiziell durchgehend als Kraftfahrstraße ausgewiesen.
Grund für die Herabstufung ist, dass der Kreis Unna und das Land Nordrhein-Westfalen den Bau eines neuen Kreisverkehrs finanziert haben, um die (ehemalige) Autobahn direkt an den Industriepark Unna anschließen zu können. Für Autobahnen wäre der Bund zuständig gewesen. Der Kreisverkehr wurde Ende Oktober 2006 dem Verkehr übergeben.